# Трикутник Рело
Трику́тник Рело́ (англ. Reuleaux triangle) — плоска опукла геометрична фігура, найпростіша після кола фігура сталої ширини. Утворюється перетином трьох однакових кіл з радіусом {\displaystyle a} і центрами, розміщеними у вершинах рівностороннього трикутника зі стороною {\displaystyle a}, де {\displaystyle a} — число, яке називають шириною отриманої фігури.

Побудова трикутника Рело

Сталість цієї ширини означає наступне: якщо до трикутника Рело провести пару паралельних опорних прямих, то відстань між ними завжди буде дорівнювати {\displaystyle a}, незалежно від обраного напрямку. Одна з цих прямих завжди проходить через одну з вершин трикутника, а друга є дотичною до протилежної дуги.
Трикутник Рело обмежує негладку замкнуту опуклу криву, яка має таку ж назву. Вона походить від прізвища німецького механіка Франца Рело, який першим продемонстрував сталість ширини цієї фігури та використовував її у своїх механізмах.
Серед інших фігур сталої ширини трикутник Рело виділяє низка його граничних властивостей — найменша площа, найменший можливий кут при вершині, найбільша асиметричність щодо центру. Також трикутник набув поширення в техніці — на його основі були створені кулачкові та грейферні механізми, роторний двигун Ванкеля, і навіть дрилі, що дозволяють свердлити квадратні отвори.

## Історія

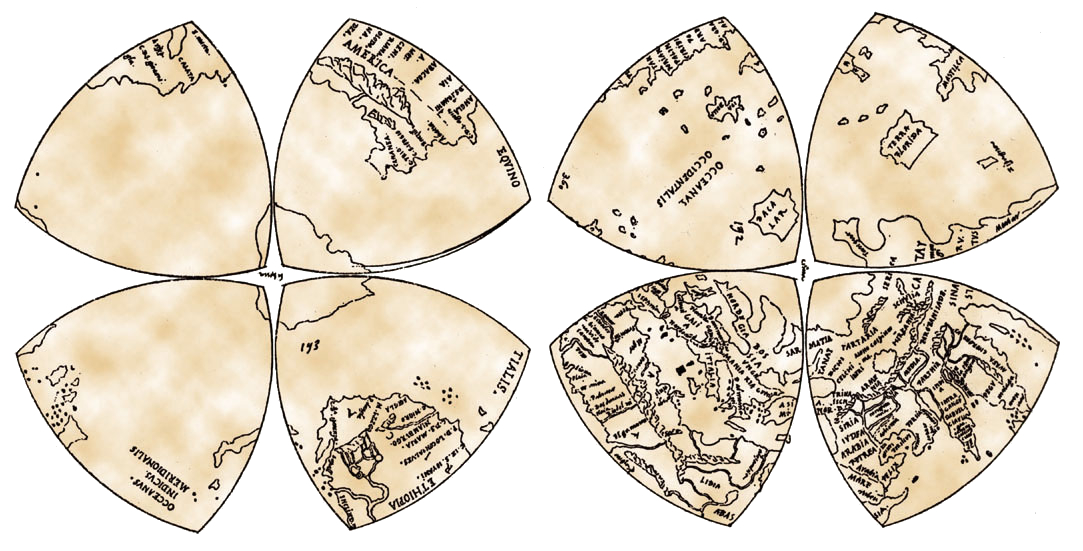
Mappa mundi. Леонардо да Вінчі, приблизно 1514 рік

Рело не є першовідкривачем цієї фігури, хоча він і детально дослідив її. Зокрема, він розглядав питання про те, скільки контактів (в кінематичних парах) необхідно, щоб запобігти рухові плоскої фігури, і на прикладі викривленого трикутника, вписаного в квадрат, показав, що навіть трьох контактів може бути недостатньо для того, щоб фігура не оберталася.

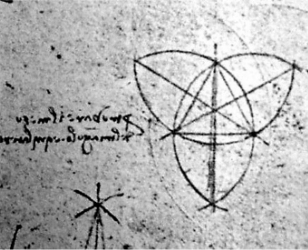
Леонардо да Вінчі, манускрипт A, фрагмент аркуша 15v

Деякі математики вважають, що першим продемонстрував ідею трикутника з рівних дуг кола Леонард Ейлер у XVIII столітті. Проте, такий трикутник можна знайти ще раніше, у XV столітті його згадував у своїх рукописах Леонардо да Вінчі. Зокрема, трикутник Рело зустрічається в його манускриптах A і B (зберігаються в Інституті Франції), а також в Мадридському кодексі.
Приблизно в 1514 році Леонардо да Вінчі створив одну з перших у своєму роді мап світу. Поверхня земної кулі на ній була розділена екватором і двома меридіанами (кут між площинами цих меридіанів дорівнює 90°) на вісім сферичних трикутників, які були показані на площині карти трикутниками Рело, зібраними по чотири навколо полюсів.
Ще раніше, в XIII сторіччі, будівничі церкви Богоматері в Брюгге використовували трикутник Рело як форму для деяких вікон.

## Властивості

### Основні геометричні характеристики
Якщо ширина трикутника Рело дорівнює {\displaystyle a}, то його площа дорівнює
{\displaystyle S={{1} \over {2}}\left(\pi -{\sqrt {3}}\right)\cdot a^{2},}
периметр
{\displaystyle p=\pi a,}
радіус вписаного кола
{\displaystyle r=\left(1-{{1} \over {\sqrt {3}}}\right)\cdot a,}
а радіус описаного кола
{\displaystyle R={{a} \over {\sqrt {3}}}}.

#### Симетрія
Трикутник Рело має осьову симетрією. Він має три осі симетрії другого порядку, кожна з яких проходить через вершину трикутника і середину протилежної дуги, а також одну вісь симетрії третього порядку, що перпендикулярна до площини трикутника і проходить через його центр. Таким чином, група симетрій трикутника Рело складається з шести відображень (включаючи тотожне) і збігається з групою {\displaystyle D_{3}} симетрій правильного трикутника.

#### Побудова циркулем
Трикутник Рело можна побудувати за допомогою одного лише циркуля, не користуючись лінійкою. Ця побудова зводиться до послідовного проведення трьох однакових кіл. Центр першого можна обрати довільно, центром другого може бути будь-яка точка першого кола, а центром третьої — будь-яка з двох точок перетину перших двох кіл.

### Властивості, спільні для всіх фігур сталої ширини
Трикутник Рело, як фігура сталої ширини, має всі властивості, що характерні для будь-якої іншої фігури з цього класу.
- За теоремою Барб'є периметр трикутника Рело шириною {\displaystyle a} дорівнює {\displaystyle \pi a}[12][13][14][5].
- З кожною із своїх опорних прямих трикутник Рело має лише по одній спільній точці[15].
- Відстань між двома довільними точками трикутника Рело шириною {\displaystyle a} не може перевищувати {\displaystyle a}[16].
- Відрізок, що сполучає точки дотику двох паралельних опорних прямих до трикутника Рело, є перпендикуляром до цих опорних прямих[17];
- Через довільну точку границі трикутника Рело проходить хоча б одна опорна пряма[18].
- Через кожну точку {\displaystyle P} границі трикутника Рело проходить охоплювальне його коло радіусом {\displaystyle a}, до того ж опорна пряма, що проведена до трикутника Рело через {\displaystyle P}, торкається цього кола в точці {\displaystyle P}[19].
- Радіус кола, що має не менше трьох спільних точок с границею трикутника Рело шириною {\displaystyle a}, не перевищує {\displaystyle a}[20].
- За теоремою Ганфріда Ленца[de] про множини сталої ширини? трикутник Рело неможливо розділити на дві фігури, діаметр яких був би меншим від ширини самого трикутника[21][22].
- Трикутник Рело, як і будь-яку іншу фігуру сталої ширини, можна вписати у квадрат[23], а також у правильний шестикутник[24].

### Унікальні властивості
Трикутник Рело має низку властивостей, яких не мають інші фігури сталої ширини.

#### Найменша площа
Серед усіх фігур сталої ширини {\displaystyle a} трикутник Рело має найменшу площу. Це твердження має назву теореми Бляшке — Лебега (на честь німецького геометра Вільгельма Бляшке, котрий опублікував теорему у 1915 році, і французького математика Анрі Лебега, який сформулював її у 1914 році). У різний час варіанти її доведення пропонували Мацусабуро Фудзівара (1927 та 1931 рік), Антон Маєр (1935 рік), Гарольд Егглстон (1952 рік), Абрам Безикович (1963 рік), Дональд Шакеріан (1966 рік), Еванс Харрелл (2002 рік) та інші математики.
Визначити площу трикутника Рело можна додаванням до площі внутрішнього рівностороннього трикутника
{\displaystyle S_{\triangle }={{\sqrt {3}} \over {4}}\cdot a^{2}}
площ трьох однакових кругових сегментів, що спираються на кут 60°
{\displaystyle S_{seg}={{a^{2}} \over {2}}\left({{\pi } \over {3}}-\sin {{\pi } \over {3}}\right)={\left({{\pi } \over {6}}-{{\sqrt {3}} \over {4}}\right)\cdot a^{2}},}
тоді площа трикутника Рело становить
{\displaystyle S_{rt}=S_{\triangle }+3S_{seg}={{1} \over {2}}\left(\pi -{\sqrt {3}}\right)\cdot a^{2}=a^{2}\cdot 0{,}70477\ldots }.
Фігура, що має протилежну граничну властивість — круг. Серед усіх фігур заданої сталої ширини його площа
{\displaystyle S_{\circ }=a^{2}\cdot {{\pi } \over {4}}=a^{2}\cdot 0{,}78539\ldots }
є максимальною. Однак площа відповідного трикутника Рело менша лише на ~10,27 %. В цих незначних межах лежать площі усіх решти фігур заданої сталої ширини.

#### Найменший кут
Через кожну вершину трикутника Рело, на відміну від інших його граничних точок, проходить не одна опорна пряма, а нескінченна множина опорних прямих. Перетинаючись у вершині, вони утворюють пучок. Кут між крайніми прямими цього пучка називається кутом біля вершини. Для фігур сталої ширини кут біля вершин не може бути меншим від 120°. Єдина фігура сталої ширини, що має кути, рівні 120° — це трикутник Рело.

#### Мінімальна центральна симетрія

Трикутник Рело (коричневий) і його образ при центральній симетрії відносно свого центра (заштриховано). Найбільша центрально-симетрична фігура, розміщена у ньому (криволінійний шестикутник), і найменша центрально-симетрична, у якій він розміщений (правильний шестикутник) виділені жирною лінією

З усіх фігур сталої ширини трикутник Рело має центральну симетрію у мінімальній мірі. Для того, щоб дати кількісну оцінку його симетричності, можна скористатись різними методами. Один з них — це міра Ковнера — Безиковича. У загальному випадку для опуклої фігури {\displaystyle C} вона дорівнює
{\displaystyle \sigma (C)={{\mu (A)} \over {\mu (C)}},}
де {\displaystyle \mu } — площа фігури, {\displaystyle A} — центрально-симетрична опукла фігура максимальної площі, що міститься у фігурі {\displaystyle C}. Для трикутника Рело такою фігурою є шестикутник з викривленими сторонами, що отримується перетином цього трикутника Рело зі своїм образом при центральній симетрії відносно свого центра. Міра Ковнера — Безиковича для трикутника Рело дорівнює
{\displaystyle \sigma ={{6\arccos {\left({{5+{\sqrt {33}}} \over {12}}\right)}+{\sqrt {3}}-{\sqrt {11}}} \over {\pi -{\sqrt {3}}}}=0{,}84034\ldots }
Інший метод — це міра Естерманна
{\displaystyle \tau (C)={{\mu (C)} \over {\mu (B)}},}
де {\displaystyle B} — центрально-симетрична фігура мінімальної площі, що містить {\displaystyle C}. Для трикутника Рело{\displaystyle B} — це правильний шестикутник, тому міра Естерманна дорівнює
{\displaystyle \tau ={{\pi -{\sqrt {3}}} \over {\sqrt {3}}}=0{,}81379\ldots }
Для центрально-симетричних фігур міри Ковнера — Безиковича і Естерманна дорівнюють одиниці. Серед фігур сталої ширини центральну симетрію має лише коло, яке (разом з трикутником Рело) і обмежує спектр можливих значень їх симетричності.

### Кочення по квадрату

Кочення трикутника Рело по квадрату і траєкторія його центру

Нехай фігура сталої ширини вписана у квадрат зі стороною, рівною ширині фігури, причому напрямок сторін квадрата може бути вибрано довільно. Ця властивість повністю характеризує фігури сталої ширини. Іншими словами, довільна фігура, навколо якої можна «обертати» описаний квадрат, буде фігурою сталої ширини. Трикутник Рело — не виняток, він вписаний у квадрат і може обертатися у ньому, постійно торкаючись усіх чотирьох сторін.
Кожна вершина трикутника при його обертанні «проходить» майже весь периметр квадрата, відхиляючись від цієї траєкторії лише в кутах — там вершина описує дугу еліпса. Центр цього еліпса розташований в протилежному куті квадрата, а його велика та мала осі повернені на кут в 45 ° відносно сторін квадрата і рівні
{\displaystyle a\cdot \left({\sqrt {3}}\pm 1\right),}
де {\displaystyle a} — ширина трикутника. Кожний з чотирьох еліпсів торкається до двох суміжних сторін квадрата на відстані
{\displaystyle a\cdot \left(1-{{\sqrt {3}} \over {2}}\right)=a\cdot 0{,}13397\ldots }
від кута.
| | |
| Еліпс (позначений червоним кольором), що окреслює один з кутів фігур (її границю виділено чорним кольором), який покриває трикутник Рело при обертанні в квадраті | Кут, що покривається обертанням фігури. Підписані точки дотику сторін квадрата з еліпсом. Світло-жовтим кольором показано не покритий при обертанні кут квадрата |

Центр трикутника Рело при обертанні рухається траєкторією, що складається з чотирьох однакових дуг еліпсів. Центри цих еліпсів розташовані у вершинах квадрата, а осі повернуті на кут в 45° відносно сторін квадрата і дорівнюють
{\displaystyle a\cdot \left(1\pm {{1} \over {\sqrt {3}}}\right)}.
| | |
| Еліпс (виділений червоним кольором), що окреслює чверть кривої, по якій рухається центр трикутника Рело при обертанні в квадраті | Траєкторія центру трикутника Рело при обертанні в квадраті. Виділено точки спряження чотирьох дуг еліпсів. Для порівняння показано коло (синім кольором), що проведене через ці ж чотири точки |

Площа кожного з чотирьох не покритих обертанням кутків дорівнює
{\displaystyle \beta =a^{2}\cdot \left(1-{{\sqrt {3}} \over {2}}-{{\pi } \over {24}}\right)}
і, віднявши їх від площі квадрата, можна отримати площу фігури, яку утворює трикутник Рело при обертанні у ньому
{\displaystyle a^{2}-4\beta =a^{2}\cdot \left(2{\sqrt {3}}+{{\pi } \over {6}}-3\right)=a^{2}\cdot 0{,}98770\ldots }
Різниця з площею квадрата складає всього близько 1,2 %, тому на основі трикутника Рело створюють свердла, які дозволяють отримувати практично квадратні отвори.

## Застосування

### Свердління квадратних отворів
«Ми всі чули про гайкові ключі, пристосовані для гайок з лівою різьбою, зав'язані на ґудз водопровідні труби й банани з чавуну. Ми вважали подібні речі смішними дрібничками і відмовлялись навіть вірити, що вони коли-небудь дійсно зустрінуться нам. І раптом з'являється інструмент, що дозволяє свердлити квадратні отвори!»
Свердло з перерізом у формі трикутника Рело і різальними окрайками, що збігаються з його вершинами, дозволяє отримувати майже квадратні отвори з прямими сторонами, але закругленими кутами (див. розділ Кочення по квадрату). Однак при обертанні такого свердла його центр не буде залишатися на місці, як це відбувається у випадку традиційних спіральних свердел, а буде описувати криву, що складається з чотирьох дуг еліпсів. Тому патрон, в якому затиснуте свердло, не повинен перешкоджати цьому руху.
Вперше зробити подібну конструкцію вдалося Гаррі Уаттсу, англійському інженеру, який працював у США. Для свердління він використовував напрямний шаблон з квадратним прорізом, в якому рухалося свердло, вставлене в «плавучий патрон». Патенти на патрон і свердло були отримані Уаттсом в 1917 році. Продаж нових дрилів здійснювала фірма Watts Brothers Tool Works . Ще один патент США на схожий винахід було видано в 1978 році.

### Двигун Ванкеля

Схема роботи двигуна Ванкеля

Інший приклад використання можна знайти в двигуні Ванкеля: ротор цього двигуна виконаний у вигляді трикутника Рело. Він обертається всередині камери, поверхня якої виконана по епітрохоїді. Вал ротора жорстко з'єднаний з зубчастим колесом, яке зчеплене з нерухомою шестернею. Такий тригранний ротор обкочується навколо шестерні, весь час торкаючись вершинами внутрішніх стінок двигуна і утворюючи три області змінного об'єму, кожна з яких по черзі є камерою згоряння. Завдяки цьому двигун виконує три повних робочих цикли за один оберт.
Двигун Ванкеля дозволяє здійснити чотиритактний термодинамічний цикл без застосування механізму газорозподілу. Сумішоутворення, запалювання, змащення, охолодження і запуск у ньому принципово такі самі, як у звичайних поршневих двигунах внутрішнього згоряння.
Двигуни Ванкеля в 2-3 рази менші за масою і розмірами, ніж звичайні поршневі двигуни внутрішнього згоряння аналогічної потужності. Також вони дозволяють отримати крутний момент без використання колінчастого вала та шатунів.

### Грейферний механізм

Рамочно-кулачковий грейферний механізм кінопроєктора «Луч-2»

Грейферний механізм плівкового кінопроєктора, що відповідає за «дискретне» протягування стрічки, використовує трикутник Рело, котрий обертається всередині рухомого квадрата.

### Кришки для люків
У формі трикутника Рело можна виготовляти кришки для каналізаційних люків — завдяки сталій ширині вони не можуть впасти в люк. У Сан-Франциско, для системи рекуперації води корпуси люків мають форму трикутника Рело, але їх кришки мають форму рівнобічних трикутників.

### Кулачковий механізм
Трикутник Рело використовувався в кулачкових механізмах деяких парових двигунів початку XIX століття. У цих механізмах обертальний рух кривошипа повертає трикутник Рело, який прикріплений до штовхача двома передавальними важелями та змушує його здійснювати зворотно-поступальний рух. За термінологією Рело, це з'єднання утворює «вищу» кінематичну пару, оскільки контакт ланок відбувається по лінії, а не по поверхні. У такого роду кулачкових механізмах штовхач при досягненні крайнього правого чи лівого положення залишається деякий скінченний проміжок часу нерухомим.
Трикутник Рело раніше широко застосовувався в кулачкових механізмах швацьких машин зиґзаґоподібного рядка.
Як кулачок трикутник Рело використовують німецькі годинникарі мануфактури A. Lange & Söhne в механізмі наручних годинників «Lange 31».

### Коток

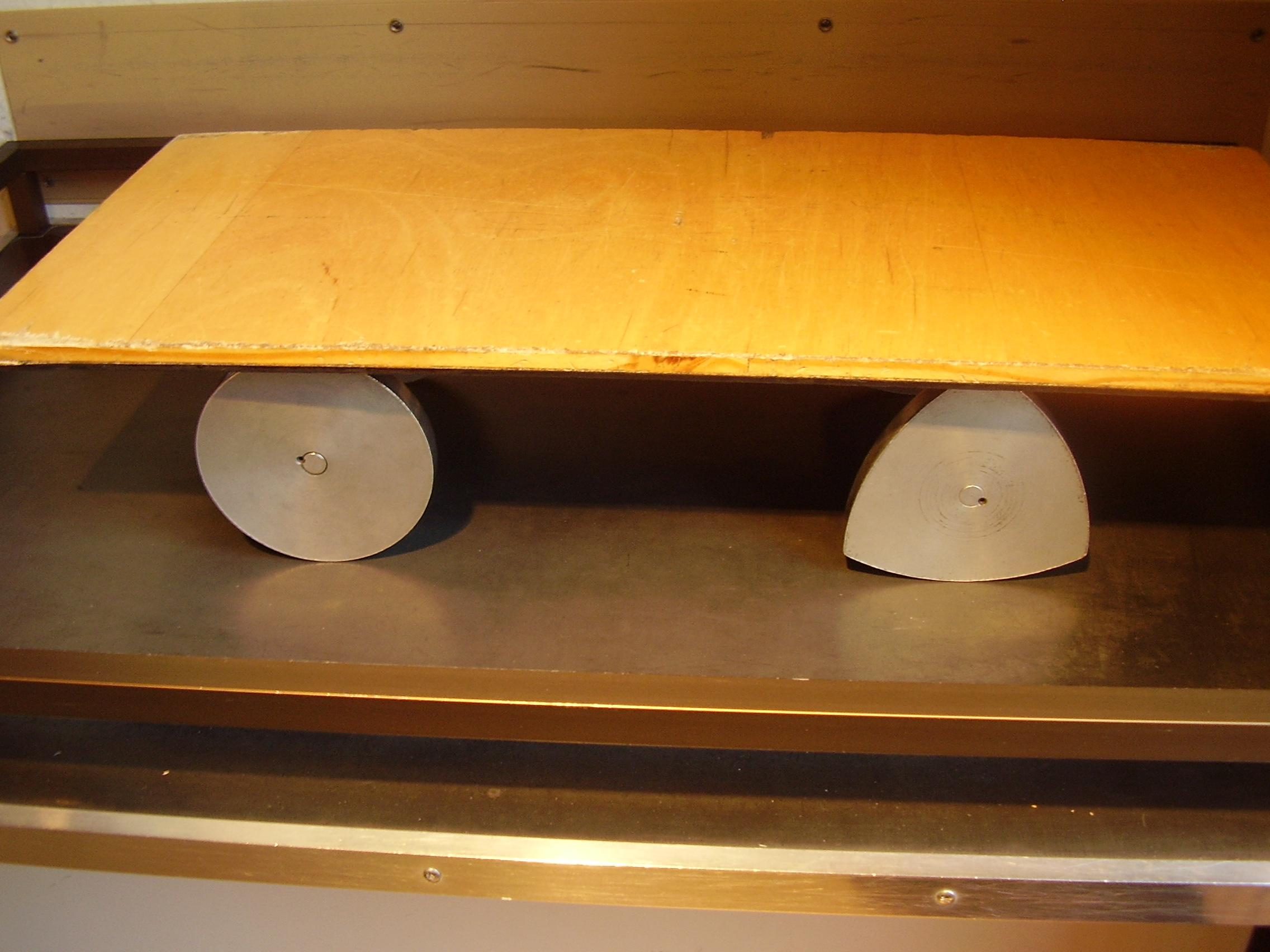
Котки з перерізом у вигляді круга і трикутника Рело. Німецький технічний музей

Для переміщення важких предметів на невеликі відстані можна використовувати не тільки колісні, але і простіші конструкції, наприклад, циліндричні котки. Для цього вантаж слід розмістити на плоскій підставці, що встановлена на котках, а далі штовхати його. У міру вивільнення задніх котків їх переносити і класти спереду. Такий спосіб транспортування людство використовувало до винаходу колеса.
При цьому переміщенні важливо, щоб вантаж не рухався вгору і вниз, оскільки тряска вимагатиме додаткових зусиль від того, хто штовхає. Для того, щоб рух по котках був прямолінійним, їхній переріз повинен бути фігурою сталої ширини. Найчастіше в перерізі був круг, адже котками служили звичайні колоди. Однак переріз у вигляді трикутника Рело дасть не гіршу можливість пересувати предмети так же прямолінійно.

## Трикутник Рело в мистецтві

### Архітектура

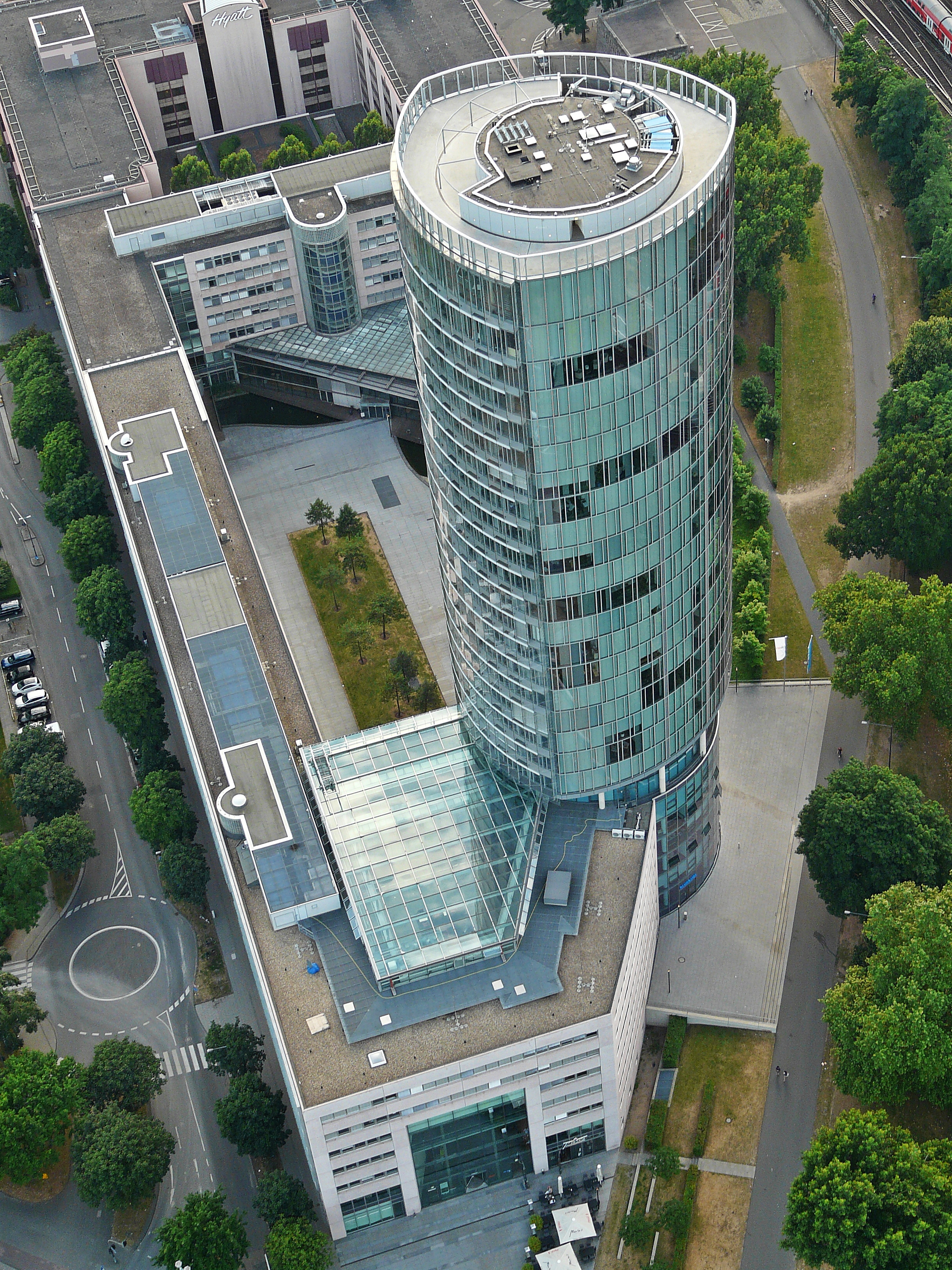
Вежа Кельнський трикутник

Форма трикутника Рело використовується також і в архітектурних цілях. Конструкція з двох його дуг утворює характерну для готичного стилю стрілчасту арку, однак цілком він зустрічається в готичних спорудах досить рідко. Вікна у формі трикутника Рело можна бачити в церкві Богоматері в Брюгге, а також у шотландській церкві в Аделаїді. Як елемент орнаменту він зустрічається на віконних ґратах цистерціанського абатства в швейцарській комуні Гаутеріф (Фрибург).
Трикутник Рело використовують і в архітектурі, яка не належить до готичного стилю. Наприклад, побудована в 2006 році в Кельні 103-метрова вежа під назвою «Кельнський трикутник» (нім. KölnTriangle) в перетині має саме форму цієї фігури.
|                                              |                                            |                                                 |                                                   |                                                     |                                        |
| Вікно у церкві Богоматері в Брюгге           | Вікно в соборі святого Сальватора в Брюгге | Вікно дзвіниці церкви святого Дідьє в Авіньйоні | Вікно в соборі Паризької Богоматері               | Вікно в соборі святого Бавона в Генті               | Вікна у церкві святого Михайла в Генті |
|                                              |                                            |                                                 |                                                   |                                                     |                                        |
| Вікно в церкві святого Михайла в Люксембурзі | Вікно в церкві Богоматері в Брюгге         | Вікно в церкві Богоматері в Брюгге              | Вікно в соборі святих Михайла і Гудули в Брюсселі | Вікна середньовічної будівлі м'ясного ринку в Генті | Вікно в соборі святого Бавона в Генті  |

## Узагальнення

Семикутник Рело, побудований на неправильному зіркоподібному семикутнику

Ідею, що лежить в основі трикутника Рело можна узагальнити, використовуючи для створення фігури сталої ширини не рівносторонній трикутник, а зіркоподібний многокутник, утворений відрізками прямих однакової довжини. Якщо з кожної вершини зіркоподібного многокутника провести дугу кола, що сполучить дві суміжні вершини, то отримана замкнута крива сталої ширини буде складатись зі скінченної кількості дуг одного і того ж радіуса. Такі криві називаються многокутниками Рело.

Правильні многокутники Рело

Сімейство многокутників Рело певної ширини {\displaystyle a} утворює щільну підмножину у множині всіх кривих сталої ширини {\displaystyle a}. Іншими словами, за їх допомогою можна як завгодно точно наблизити довільну криву сталої ширини.
Серед многокутників Рело виділяють клас кривих, побудованих на основі правильних зіркоподібних многокутників. Цей клас має назву правильних многокутників Рело. Всі дуги, з яких складений такого роду многокутник, мають не тільки однаковий радіус, але й однакову градусну міру. Крім того, серед усіх многокутників Рело з фіксованою кількістю сторін і однаковою шириною правильні многокутники обмежують найбільшу площу. Трикутник Рело належить саме до цього класу.

## Тривимірні аналоги

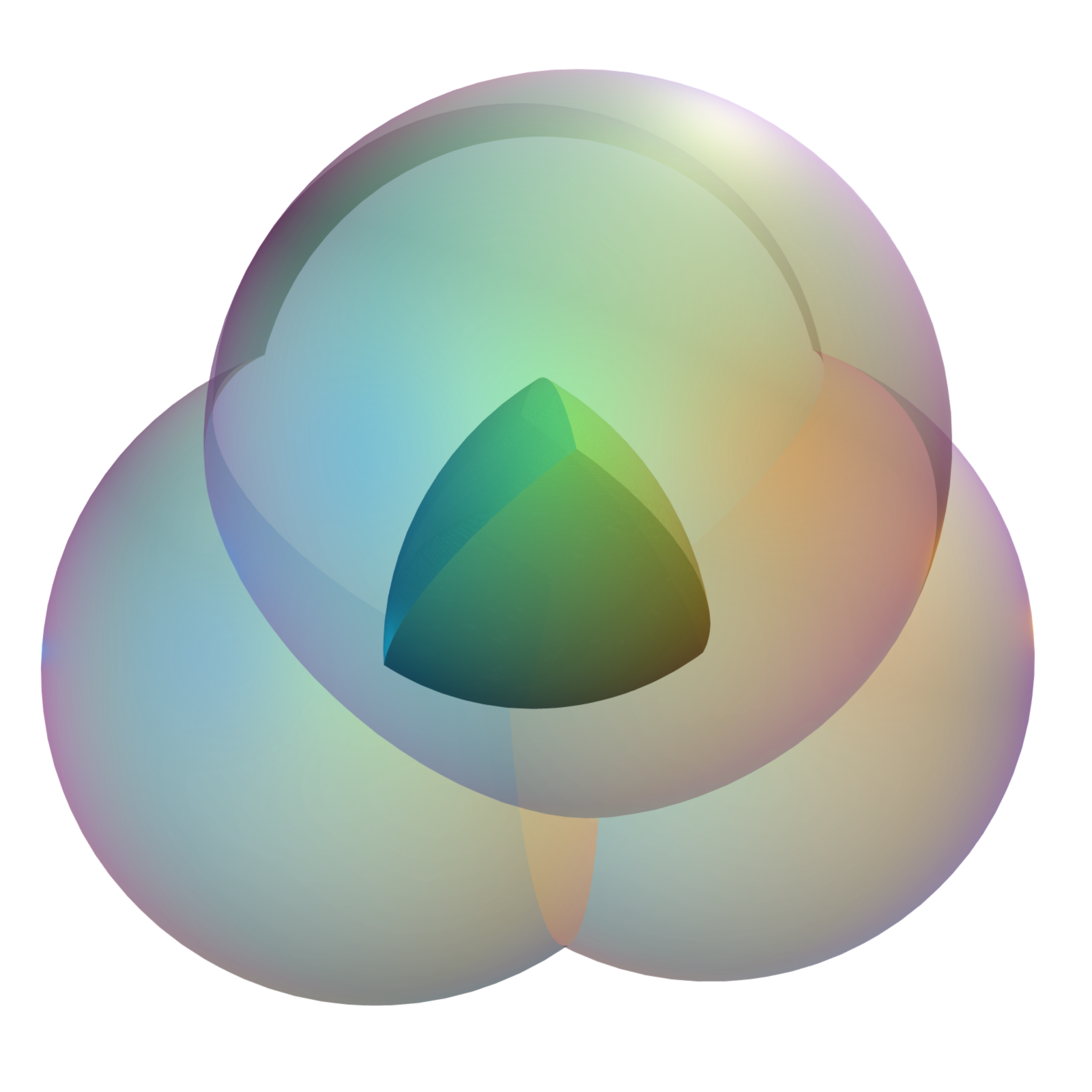
Тетраедр Рело

Тривимірним аналогом трикутника Рело як перетину трьох кіл є тетраедр Рело — перетин чотирьох однакових куль, центри яких розташовані у вершинах правильного тетраедра, а радіуси дорівнюють довжині сторони цього тетраедра. Однак тетраедр Рело не є тілом сталої ширини: відстань між серединами протилежних граничних криволінійних ребер, що сполучають його вершини, в
{\displaystyle {\sqrt {3}}-{\frac {\sqrt {2}}{2}}=1{,}02494\ldots }
раз більша, ніж ребро вихідного правильного тетраедра.
А проте, тетраедр Рело можна видозмінити так, щоб отримане тіло виявилося тілом сталої ширини. Для цього в кожній з трьох пар протилежних криволінійних ребер одне ребро певним чином «згладжується». Отримані таким способом два різних тіла (три ребра, на яких відбуваються заміни, можуть бути взяті або збіжними в одній вершині, або такі, що утворюють трикутник) називаються тілами Мейсснера, або тетраедрами Мейсснера. Сформульована Томмі Боннесеном і Вернером Фенхелем в 1934 році гіпотеза стверджує, що саме ці тіла мінімізують об'єм серед усіх тіл заданої сталої ширини, однак (станом на 2011 рік) ця гіпотеза не доведена.
Тіло обертання, що отримується при обертанні трикутника Рело навколо однієї з його осей симетрії, є тілом сталої ширини. Воно має найменший об'єм серед всіх тіл обертання сталої ширини.

### Російською мовою
- Радемахер Г., Тёплиц О. Кривые постоянной ширины // Числа и фигуры. Опыты математического мышления / Пер. с нем. В. И. Контовта. — М. : Физматгиз, 1962. — С. 195—211. — («Библиотека математического кружка», выпуск 10) — 40000 прим.
- Яглом И. М., Болтянский В. Г. Фигуры постоянной ширины // Выпуклые фигуры. — М.-Л. : ГТТИ, 1951. — С. 90—105. — («Библиотека математического кружка», выпуск 4) — 25000 прим.

### Англійською мовою
- Eggleston H. G. Sets of Constant Width // Convexity. — London : Cambridge University Press, 1958. — P. 122—131. — ISBN 0-5210-7734-6.
- Gardner M. Curves of Constant Width // The Unexpected Hanging and Other Mathematical Diversions. — Chicago; London : University of Chicago Press, 1991. — P. 212—221. — ISBN 978-0-2262-8256-5.
- Gleißner W., Zeitler H. The Reuleaux Triangle and Its Center of Mass // Results in Mathematics. — 2000. — Vol. 37, no. 3—4. — P. 335—344. — ISSN 1422-6383.
- Moon F. C. Curves of Constant Breadth // The Machines of Leonardo Da Vinci and Franz Reuleaux: Kinematics of Machines from the Renaissance to the 20th Century. — Dordrecht : Springer, 2007. — P. 239—241. — (History of Mechanism and Machine Science, Vol. 2) — ISBN 978-1-4020-5598-0.
- Peterson I. Rolling with Reuleaux // Mathematical Treks: From Surreal Numbers to Magic Circles. — Washington D.C. : Mathematical Association of America, 2002. — С. 141—144. — (Spectrum Series) — ISBN 0-8838-5537-2.
- Reuleaux F. Pairs of Elements // The Kinematics of Machinery. Outlines of a Theory of Machines / Tr. and ed. by Alexander B. W. Kennedy[en]. — London : Macmillan and Co, 1876. — С. 86—168.
- Smith S. Drilling Square Holes // Mathematics Teacher. — Reston : National Council of Teachers of Mathematics, 1993. — Т. 86, № 7. — С. 579—583. — ISSN 0025-5769.